# La Loi des armes (film, 2001)
Pour les articles homonymes, voir La Loi des armes.
La Loi des armes (Scenes of the Crime) est un film américano-allemand réalisé par Dominique Forma en 2001.

## Synopsis
Lenny, un jeune homme sur le point de se marier, est engagé par Rick comme chauffeur pour un coup soi-disant facile. Mais les événements prennent une tournure quelque peu inattendue. Il s'agit en fait de kidnapper Jimmy, un gros bonnet de la pègre, en représailles d'un hold-up récent dans lequel Rick estime avoir été malmené. Lenny se retrouve alors impliqué, malgré lui, dans une guerre des gangs.

## Fiche technique
- Titre original : Scenes of the Crime
- Réalisation : Dominique Forma
- Musique : Christopher Young
- Image : James R. Bagdonas
- Montage : Sidney Levin
- Distribution des rôles : Steve Brooksbank et Mary Jo Slater
- Création des décors : Jeff Knipp
- Décorateur de plateau : Kathe Klopp
- Création des costumes : Molly Maginnis
- Pays :  Allemagne;  États-Unis
- Genre : Thriller
- Durée : 91 minutes

## Distribution
- Jon Abrahams (VF : Thierry Wermuth) : Lenny Burroughs
- Jeff Bridges (VF : Patrick Floersheim) : Jimmy Berg
- Noah Wyle (VF : Éric Missoffe) : Seth
- Morris Chestnut (VF : Lucien Jean-Baptiste) : Ray
- Mädchen Amick (VF : Laura Préjean) : Carmen
- Bob Gunton (VF : Philippe Catoire) : Steven
- Peter Greene (VF : Jérôme Pauwels) : Rick
- Brian Goodman (en) (VF : Bruno Dubernat) : Trevor
- Justin Louis (VF : Alexis Victor) : Louis
- Mizuo Peck (VF : Dorothée Pousséo) : Sharon
- Nicholas Gonzalez (VF : Tanguy Goasdoué) : Marty
- Dominic Purcell : Mark
- R. Lee Ermey : M. Parker

## Autour du film
Plusieurs scènes rendent hommage à Bullitt : la Ford Mustang, les vêtements de Lenny Burroughs, l'affiche du film sur la porte de la chambre...